# Бойко Микола Павлович
Микола Павлович Бойко (5 травня 1911, Івангород — 29 березня 1995, Донецьк) — радянський офіцер, Герой Радянського Союзу. В роки німецько-радянської війни командир 8-ї батареї 34-го гвардійського артилерійського полку 6-ї гвардійської Червонопрапорної стрілецької дивізії 13-ї армії Центрального фронту, гвардії старший лейтенант.
Тракторист. Викладач наукового комунізму. 

## Біографія
Народився 5 травня 1911 року в селі Івангороді (нині Ічнянського району Чернігівської області України) в сім'ї селянина, нащадка козацького роду Прилуцького полку Гетьманщини. Українець. Освіта неповна середня. Закінчивши курси механізаторів, працював у колгоспі трактористом. 1933 уникнув терору голодом з боку окупаційної радянської влади, завербувавшись у Ніжинську міжрайонну партійну школу. Працював штатним пропагандистом сталінських ідей в політвідділі Батуринської МТС.
1934—1935 служив у лавах Червоної Армії. Переїхав до Росії, де працював в Орловській споживспілці, потім завідувачем культбазою в місті Брянську.
1941 призваний у сталінську армію, направлений на протинімецький фронт. Воював на Західному, Брянському, Центральному і 1-му Українському фронтах. Був двічі поранений і тричі контужений.
В бою 7 липня 1943 організував відбиття атаки 70 танків противника в районі станції Понирі (Курська область). Батарея підбила 11 машин.
29 вересня його батарея першою в полку переправилася через річку Прип'ять на південний схід від міста Чорнобиля (Київська область), брала участь у відбитті семи  контратак, знищила дві бронемашини та до двох піхотних взводів.
Указом Президії Верховної Ради СРСР від 16 жовтня 1943 року за мужність, стійкість і відвагу, проявлені в боях при форсуванні Дніпра, утриманні та розширенні плацдармів, гвардії старшому лейтенанту Миколі Бойку присвоєно звання Героя Радянського Союзу з врученням ордена Леніна і медалі «Золота Зірка» (№ 1797).
1946 капітан М. П. Бойко — в запасі. 1948 закінчив партшколу КПРС, а в 1952 році — Харківський педагогічний інститут імені Г. С. Сковороди. Був на педагогічній роботі — спочатку в Ізмаїлі Одеської області, потім у Харкові. З 1970 року жив у місті Сумах, де працював старшим викладачем кафедри марксизму-ленінізму філії Харківського політехнічного інституту. Потім переїхав до Донецька, де з 1976 по 1990 рік був доцентом кафедри наукового комунізму Донецького політехнічного інституту. Помер 29 березня 1995 року.

## Нагороди, пам'ять
Нагороджений орденом Леніна, двома орденами Вітчизняної війни 1-го ступеня, орденом Вітчизняної війни 2-го ступеня, медалями.
Ім'я Героя довгий час носив комсомольсько-молодіжний загін у селі Івангороді. 23 березня 2009 року його ім'я присвоєне Експериментальній школі № 5 міста Донецька.

меморіальна дошка

В Донецьку, на будівлі Донецького національного технічного університету за адресою вул. Артема, 58, де з 1976 по 1990 рік працював Микола Бойко, встановлено меморіальну дошку.